# Национальное движение за стабильность и подъём
Национальное движение за стабильность и подъём (болг. Национално движение за стабилност и възход), до 2007 — Национальное движение «Симеон Второй» (болг. Национално движение Симеон Втори) — либеральная политическая партия в Болгарии (аббревиатуры прежнего и нового названия партии совпадают: НДСВ (болг. НДСВ)).
Партия была основана весной 2001 года, но официальную регистрацию получила только 6 апреля 2002 года. Лидером партии на момент её основания являлся последний царь Болгарии Симеон II (Симеон Борисов Сакскобургготский) (с 24 июля 2001 года по 17 августа 2005 года занимал должность премьер-министра Болгарии). 

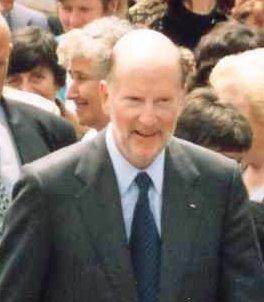
Бывший царь Симеон II

Вскоре после основания партии Коалиция «Национальное движение Симеон Второй» (Партия болгарских женщин и коалиция за национальное возрождение Обориште) выиграла всеобщие парламентские выборы в июне 2001 (42,74 % голосов, 120 мест из 240) и образовала правительство в коалиции с либеральной турецкой партией Движение за права и свободы (ДПС). Правительство продержалось полный срок до 2005 года. Председателем правительства был избран Симеон Саксен-Кобург-Готский. Во время его правления 1 апреля 2004 года Болгария вошла в НАТО. Незадолго до конца мандата от НДСВ откололась группа молодых депутатов и основала партию «Новое время», которая стала партнёром в правительстве.
На всеобщих парламентских выборах 2005 года партия набрала 21,83 % голосов и заняла 53 из 240 мест в парламенте страны и вместе с Болгарской социалистической партией и ДПС сформировала новое правительства страны. Болгария стала членом Евросоюза с 1 января 2007 года, а Меглена Кунева из НДСВ стала первым болгарским еврокомиссаром. В 2007 года откололась треть парламентской группы, которая учредила свою партию «Болгарская новая демократия», став в оппозицию НДСВ.
На выборах в Европарламент 2007 году партия набрала 6,27 % голосов и завоевала один мандат. Депутатом стала Биляна Раева. На выборах в Европарламент 2009 года партия набрала 7,96 % голосов и завоевала 2 мандата. Депутатами стали Меглена Кунева и Антония Пырванова.
На всеобщих парламентских выборах 2009 года партия набрала всего 3,01 % голосов избирателей и не смогла провести ни одного депутата в парламент. Этот катастрофический для партии результат практически завершил политическую карьеру Симеона Саксен-Кобург-Готского. Вскоре после объявления результатов выборов он объявил об отставке с поста лидера, которая была согласована на съезде осенью 2009 года. Его сменила Христина Христова, а 27 октября 2013 председателем партии избрана Антония Пырванова. На парламентских выборах 2013 года NDSV не выставила кандидатов. На выборах 2014 года она набрала всего 0,24% голосов, после чего в партии приняли решение не участвовать в выборах 2017 года.
На выборах в парламент в июне 2024 года партия участвует в составе блока "Голубая Болгария"